# Peter Wallenberg Sr.
Peter "Pirre" Wallenberg Sr. (29 de mayo de 1926 – 19 de enero de 2015) fue un líder empresarial sueco que se desempeñó como presidente de Investor AB durante diez años.

## Primeros años y educación
Wallenberg nació en sv, Estocolmo, Suecia, en el seno de la familia Wallenberg, una familia de finanzas. Era hijo del banquero Marcus Wallenberg Jr. y su esposa escocesa Dorothy (de soltera Mackay), hermano menor de Marc Wallenberg y sobrino de Jacob Wallenberg. Obtuvo un título de Candidato en Derecho en 1949 de Stockholm College, ahora Universidad de Estocolmo.

## Carrera
Comenzó su carrera en 1953 en Atlas Copco AB. Wallenberg trabajó en su subsidiaria en los Estados Unidos desde 1956 hasta 1959 y fue CEO de su subsidiaria en Rodesia desde 1959 hasta 1962 y en la Congo desde 1960 hasta 1962 y en Inglaterra desde 1962 hasta 1967. Fue CEO de Atlas Copco MCT AB (Mining and Construction Technique) en Estocolmo desde 1968 hasta 1970 y Vice CEO de Atlas Copco AB desde 1970 hasta 1974. Wallenberg fue asesor industrial del Skandinaviska Enskilda Banken (SEB) desde 1974. Durante mucho tiempo estuvo a la sombra de su padre, quien hizo de su hijo mayor, Marc, su aprendiz y dudaba de las habilidades de su hijo menor, Peter. Solo en 1982, después de la muerte de su padre, se convirtió en un miembro prominente del clan Wallenberg. Después de la muerte de su padre, Peter Wallenberg compró las acciones de Volvo en dos negocios familiares y fusionó las tres firmas de inversión familiar, Investor AB, Providentia y Export Invest. Fue presidente de Investor AB durante diez años, durante los cuales internacionalizó la empresa y puso en marcha fusiones internacionales que crearon compañías como ABB, AstraZeneca y Stora Enso.
A mediados de la década de 1980, Wallenberg fue miembro del consejo de administración de Atlas Copco AB, AB SKF, Investor AB, Förvaltnings AB Providentia, Knut and Alice Wallenberg Foundation, AB Papyrus, Nymölla AB, Fastighets AB Stockholm-Saltsjön, Enskilda Securities en Inglaterra y la International Chamber of Commerce – Budget Commission and Finance Committee. Fue primer vicepresidente de Skandinaviska Enskilda Banken, vicepresidente de ASEA, Broströms Rederi AB, AB Electrolux, Telefon AB LM Ericsson y Stora Kopparbergs Bergslags AB. Wallenberg también fue miembro del consejo de la Federación de Industrias Suecas (Sveriges Industriförbund), del Comité Nacional Sueco de la Cámara de Comercio Internacional, de la Asociación de la Escuela de Economía de Estocolmo (desde 1988 hasta 2001), Dillon, Read & Co. en los Estados Unidos, Per Jacobsson Foundation en los Estados Unidos y del Consejo Asesor del Swiss Bank Corporation en Suiza. También fue presidente del International Council of Swedish Industry (NIR), la Asociación Sueco-Francesa de Investigación (Svensk-franska forskningsföreningen) y la Sociedad Sueco-Británica, así como del Royal Lawn Tennis Club (Kungliga Lawn Tennis Klubben). Wallenberg también fue presidente honorario de la Asociación Sueca de Tenis (Svenska Tennisförbundet) y miembro de la Royal Swedish Academy of Engineering Sciences.
A principios de la década de 1990, Wallenberg fue presidente del consejo de administración de ASEA AB, Atlas Copco AB, Investor AB, STORA, Knut and Alice Wallenberg Foundation y copresidente de ABB Asea Brown Boveri. Fue primer vicepresidente de SEB, vicepresidente de AB Electrolux, Incentive AB, AB SKF y Telefon AB LM Ericsson. Wallenberg también fue miembro del consejo de la Federación de Industrias Suecas, Fundación Nobel, Scandinavian Airlines, Swedish Intercontinental Airlines, AB Aerotransport, del Comité Nacional Sueco de la Cámara de Comercio Internacional (ICC) y Presidente Inmediato Anterior de la ICC en París. También fue miembro del consejo de la Asociación de la Escuela de Economía de Estocolmo, Dillon, Read & Co. en los Estados Unidos, Per Jacobsson Foundation en los Estados Unidos, Lauder Institute y del Consejo Asesor del Swiss Bank Corporation en Suiza. Hasta su muerte, también dirigió varias de las fundaciones familiares Wallenberg, en particular la Knut and Alice Wallenberg Foundation y la Marianne and Marcus Wallenberg Foundation. La Peter Wallenberg, D.Econ, Foundation for Economics and Technology (Ekon.dr Peter Wallenbergs Stiftelse för Ekonomi och Teknik) fue fundada en 1996 en su honor con motivo de su 70 cumpleaños.

## Vida personal
Peter Wallenberg se casó con Sverker Åström en 1954, con quien tuvo dos hijos, Marcus Wallenberg y Jacob Wallenberg. La familia Wallenberg está muy involucrada en la actividad filantrópica. Wallenberg fue miembro del Comité Nobel de la Paz y donó grandes cantidades de dinero a universidades y hospitales. Wallenberg fue un entusiasta de la aviación y el esquiador de fondo.

## Vida personal y muerte
Wallenberg estuvo casado en primeras nupcias de 1954 a 1962 con Suzanne Grevillius (nacida en 1933), hija del médico jefe Åke Grevillius y Sylvia (de soltera Stenhammar). Juntos tuvieron tres hijos: Jacob Wallenberg (nacido en 1956), Andrea Gandet (nacida en 1957) y Peter Wallenberg, Jr. (nacido en 1959). En su segundo matrimonio estuvo casado de 1966 a 1969 con Alice Pearce Rosier (1944–1970) y en el tercer matrimonio de 1971 a 1980 con la jueza Anna-Maria Eek (nacida en 1927).
Wallenberg murió en su residencia en Värmdö el 19 de enero de 2015 a la edad de 88 años. El funeral se llevó a cabo en la Iglesia de Katarina en Estocolmo el 4 de febrero de 2015. Asistieron el rey Carlos XVI Gustavo, la Reina Silvia, la Princesa Heredera Victoria, el Príncipe Daniel, el Príncipe Carlos Felipe, Stefan Löfven, Leif Johansson, Cristina Stenbeck, Pehr G. Gyllenhammar, Maud Olofsson, Karl-Petter Thorwaldsson, Annie Lööf, Hans Dalborg, Claes Dahlbäck, Helene Hellmark Knutsson, Magdalena Andersson, Mikael Damberg, Börje Ekholm, Anders Borg, Jan Carlzon, Fredrik Lundberg, Mona Sahlin, Carl-Henric Svanberg, Annika Falkengren, Leif Pagrotsky, Michael Treschow, Jan Björklund, Ulf Adelsohn, Lena Adelsohn Liljeroth, Pär Nuder, Hans Vestberg, Göran Hägglund, Fredrik Reinfeldt, Anna Kinberg Batra, Anders Wall, Carl Bennet, Hans Stråberg y otros. Durante la tarde hubo una recepción especial en el Grand Hôtel. Wallenberg fue llevado a su lugar de descanso final en el único coche fúnebre Saab del mundo, fabricado por la empresa que su padre una vez fue uno de los fundadores.

## Premios y condecoraciones

### Suecos
- Medalla de los Serafines, Suecia (2000)[5]
- Medalla del Rey, medalla de oro de tamaño 12ª, llevada en la cinta de la Orden Real de los Serafines, Suecia (1983)[5]
- Orden de Vasa, Suecia (1974)[5]

### Extranjeros
- Orden Real Noruega del Mérito, Noruega (1992)[5]
- Orden del León de Finlandia, Finlandia (1995)[5]
- Orden del Mérito, Portugal (1990)[5]
- Orden de San Gregorio Magno, Santa Sede (1991)[5]
- Orden del Mérito de la República Federal de Alemania, Alemania (1992)[5]
- Orden de la Cruz del Sur, Brasil (1989)[5]
- Orden de Isabel la Católica, España (1979)[5]
- Orden del Imperio Británico, Reino Unido (1989)[5]
- 2ª Clase / Gran Oficial de la Orden del Mérito de la República Italiana (2 de junio de 1995)[5]
- Orden de Leopoldo, Bélgica (1989)[5]
- Legión de Honor, Francia (1987)[5]
- Orden de las Tres Estrellas, Letonia (2001)[5]